# Sky Sports
Sky Sports — бренд спортивных телеканалов в Великобритании и Ирландии, входящих в состав компании спутникового телевидения Sky. Самый популярный платный спортивный телеканал в Великобритании и Ирландии. Сыграл большую роль в коммерциализации британского спорта в 1990-е и 2000-е годы. Имеет полномочия по переносу дат спортивных событий для прямых телетрансляций, в том числе матчей Премьер-лиги.

## Каналы
На данный момент в пакете спортивных программ, после ребрендинга летом 2018 года, функционируют каналы Sky Sports Main Event, Sky Sports Premier League, Sky Sports Football, Sky Sports Cricket, Sky Sports Golf, Sky Sports F1, Sky Sports Action, Sky Sports Arena, Sky Sports Racing, Sky Sports Mix и Sky Sports News.
Иногда, во время крупных международных событий, каналы Sky Sports временно меняют свое название (например, Sky Sports Darts, Sky Sports Cricket World Cup, Sky Sports USA).
Доступны также версии таких каналов в HD-формате и 4K UHD формате.
Также круглосуточно работает новостной канал Sky Sports News.
У канала была собственная радиостанция — Sky Sports News Radio. Закрыта в 2014 году.
С 9 марта 2012 года работает канал Sky Sports F1, показывающий трансляции Формулы-1.

## Трансляции
- Футбол:
  - Английская Премьер-лига
  - Футбольная лига Англии
  - Кубок Футбольной лиги
  - МЛС
  - Отборочные матчи Евро-2020
  - Шотландская Премьер-лига
  - Кубок Шотландии
  - Чемпионат Северной Ирландии
- Крикет:
  - Кубок мира
  - Кубок чемпионов
  - World Twenty-20
  - Чемпионат Англии
  - Чемпионат Индии
- Регби:
  - Кубок чемпионов
  - Чемпионат Англии
  - Guiness Pro 12
  - Super Rugby
  - Молодёжный кубок мира
  - Женский кубок мира
  - Чемпионат Франции
  - Товарищеские матчи
- Регбилиг:
  - Европейская Суперлига
- Автоспорт:
  - Формула-1
  - Формула-2
  - GP3
  - DTM
- Мотоспорт:
  - Чемпионат мира по спидвею
  - Elite League Speedway
- Теннис:
  - US Open
  - Турниры ATP
- Гольф:
  - US Open
  - PGA Championship
  - Кубок мира
  - Кубок Райдера
  - PGA Tour
  - European Tour
- Дартс:
  - Турниры PDC
  - Турниры BDO
- Американский футбол:
  - Национальная футбольная лига
- Гэльский футбол:
  - Чемпионат GAA
- Прочие виды спорта:
  - Лёгкая атлетика
  - Снукер
  - Триатлон
  - Нетбол
  - Шары (Боулз)
  - Конный спорт
  - Бокс